# Région industrielle vendéenne
 (octobre 2021).
La mise en forme du texte ne suit pas les recommandations de Wikipédia : il faut le « wikifier ».
Les points d'amélioration suivants sont les cas les plus fréquents :
- Les titres sont pré-formatés par le logiciel. Ils ne sont ni en capitales, ni en gras.
- Le texte ne doit pas être écrit en capitales (les noms de famille non plus), ni en gras, ni en italique, ni en « petit »…
- Le gras n'est utilisé que pour surligner le titre de l'article dans l'introduction, une seule fois.
- L'italique est rarement utilisé : mots en langue étrangère, titres d'œuvres, noms de bateaux, etc.
- Les citations ne sont pas en italique mais en corps de texte normal. Elles sont entourées par des guillemets français : « et ».
- Les listes à puces sont à éviter, des paragraphes rédigés étant largement préférés. Les tableaux sont à réserver à la présentation de données structurées (résultats, etc.).
- Les appels de note de bas de page (petits chiffres en exposant, introduits par l'outil «  Source ») sont à placer entre la fin de phrase et le point final[comme ça].
- Les liens internes (vers d'autres articles de Wikipédia) sont à choisir avec parcimonie. Créez des liens vers des articles approfondissant le sujet. Les termes génériques sans rapport avec le sujet sont à éviter, ainsi que les répétitions de liens vers un même terme.
- Les liens externes sont à placer uniquement dans une section « Liens externes », à la fin de l'article. Ces liens sont à choisir avec parcimonie suivant les règles définies. Si un lien sert de source à l'article, son insertion dans le texte est à faire par les notes de bas de page.
- La présentation des références doit suivre les conventions bibliographiques. Il est recommandé d'utiliser les modèles {{Ouvrage}}, {{Chapitre}}, {{Article}}, {{Lien web}} et/ou {{Bibliographie}}. Le mode d'édition visuel peut mettre en forme automatiquement les références.
- Insérer une infobox (cadre d'informations à droite) n'est pas obligatoire pour parachever la mise en page.

Pour une aide détaillée, merci de consulter Aide:Wikification.
Si vous pensez que ces points ont été résolus, vous pouvez retirer ce bandeau et améliorer la mise en forme d'un autre article.
La région industrielle vendéenne, parfois nommée Vendée Choletaise, ou plus rarement Sylicon Vendée, est un bassin industriel de l'Ouest de la France qui s'étend essentiellement sur le département de la Vendée mais qui couvre aussi une partie des départements voisins (Loire-Atlantique, Maine et Loire, Deux-Sèvres). Cette région forme un district industriel analogue à la troisième Italie et a pour caractéristique de s'être développée essentiellement sous l'action d'entrepreneurs et de capitaux locaux.
La présence d'une forte densité de petites et moyennes entreprises industrielles permet à cette région rurale de bénéficier d'un taux de chômage et d'un taux de pauvreté globalement inférieurs à la moyenne nationale. 

## Histoire
Contrairement à d'autres territoires industriels français qui se sont industrialisés dès le XIXe siècle, cette région a connu une industrialisation relativement récente qui s'est développée essentiellement à partir de la deuxième moitié du XXe siècle
Le géographe Alain Chauvet explique l'émergence endogène de cette région industrielle, par la formation, au cours des siècles, d'un isolat géographique autour du haut-bocage vendéen, qu'il nomme "l'isolat Choletais". Cet espace enclavé et longtemps disputé entre la Bretagne, l'Aquitaine et les Rois de France se serait retrouvé dans une situation de marge territoriale qui aurait progressivement amené ses habitants à développer des modes d'organisation et des solidarités spécifiques, afin de lutter de contre les autorités extérieures tout en surmontant leur isolement.
Ces pratiques auraient progressivement favorisé le développement de petites entreprises industrielles locales, générant ainsi une dynamique économique dans un territoire pourtant rural et faiblement attractif.

## Principales entreprises
En 2020, on dénombre environ 185 000 emplois privés dans ce bassin industriel, dont quasiment 30 % dans les secteurs de la construction nautique, des transports et de l'agro-alimentaire. 
En effet, ce territoire compte de nombreux sièges d'entreprises de l'industrie agro-alimentaire tels que Fleury-Michon (à Pouzauges), la Mie Câline (Saint-Jean-de-Monts), Sodebo (Montaigu-Vendée), Arrivé Maître Coq (Saint-Fulgent), La Boulangère Les Essarts. On y trouve notamment des sièges d'entreprises fabricant des viennoiseries, pâtisseries et brioches tels que Pasquier (Les Cerqueux) et Sicard (Saint-Jean-de-Beugné).
Le secteur des transports et de la logistique y également représenté avec les sièges du Groupe Dubreuil (Belleville-sur-Vie) et de Dachser France (Chanverrie).
D'importants sièges sociaux de la construction navale tels que le Groupe SPBI Bénéteau (Saint-Gilles-Croix-de-Vie), Janneau (Les Herbiers), y sont localisés, tout comme des sièges sociaux de grandes entreprises du bâtiment et de la construction tels que Cougnaud construction à Mouilleron-le-Captif. Des fabricants de vérandas, tels que Groupe Akena (Dompierre-Sur-Yon) et Concept Alu (Les Herbiers) ou de menuiseries et portes coulissantes, tels que K-Line (Les Herbiers) y sont aussi implantés.
L'ameublement est aussi présent dans la région notamment avec les sièges d'entreprises Gautier (Le Boupère) et Girardeau (Saint-Michel-Mont-Mercure) ainsi que l'industrie des composants pour les transports, avec l'entreprise Defontaine (La Bruffière).
Enfin, le Puy du Fou, grand parc à thème français, est implanté aux Epesses.